# Amilton Monteiro
Amilton Monteiro de Oliveira é um ator e roteirista brasileiro. Na carreira de roteirista de Amilton Monteiro, encontram-se duas telenovelas: A Justiça de Deus e Uma Esperança no Ar, ambas produzidas pelo SBT, emissora de seu antigo amigo, Sílvio Santos.
Em março de 2017 dirigiu o espetáculo "Anne" com dramaturgia de Gilson Filho e cenografia de Jair Correia, baseado no best-seller "O Diário de Anne Frank" pela Cia. Nuvem da Noite / Ribeirão Em Cena de Ribeirão Preto interior de São Paulo.

## Carreira na TV
- 2011 - Insensato Coração - Dr. Moreira
- 2010 - Nosso Querido Trapalhão - Paulo Ximenes Aragão
- 2009 - Força-Tarefa - Celso
- 2008 - A Favorita - Dr. Machado
- 2006 - Pé na Jaca - Médico
- 2004 - Da Cor do Pecado - Bruno
- 1996 - O Rei do Gado - Clóvis
- 1984 - Jerônimo - Dr.Martim
- 1982 - A Leoa -?
- 1982 - Iaiá Garcia -?
- 1982 - Destino - Dr.Alberto Moreno
- 1981 - Dona Santa - Sílvio
- 1979 - Como Salvar Meu Casamento
- 1979 - Bachianas Brasileiras: Meu Nome É Villa-Lobos
- 1978 - Aritana - Ademar
- 1977 - Éramos Seis - Marcos
- 1976 - Tchan! A Grande Sacada -?
- 1975 - Um dia, o Amor - Marcos
- 1974 - O Espigão -?
- 1972 - Vitória Bonelli - Eduardo

## Filmografia
- 1981 - As Taras de Todos Nós
- 1976 - Tiradentes, o Mártir da Independência
- 1976 - Senhora